# 长江流域
长江流域介于东经90°33'～122°25'，北纬24°30'～35°45'之间，东西直距3000公里以上，南北宽度除江源和长江三角洲地区外，一般均达1000公里左右。长江流域横跨中国东部、中部和西部三大经济区共计19个省、市、自治区；经济总量巨大，有上海、南京、重庆和武汉等中心城市，是中国基础原材料、机电工业和高新技术等优势产业集中地；也是中国水资源配置——南水北调水源地。流域总面积180万平方公里，占中国国土面积的的18.8%，长江干流全长6300余公里；支流众多，其中支流长度500公里以上的18条，流域面积超过1000平方公里的支流达437条；长江流域湖泊众多，湖泊总面积15200平方公里，约为全国湖泊总面积的五分之一。长江流域具有独特的生态系统，拥有众多稀有动植物，生物多样性居中国七大流域首位。长江流域年均水资源总量9960亿立方米，全流域水能理论蕴藏量约2.8亿千瓦，可开发量约2.6亿千瓦，森林资源蕴藏量大，林木蓄积量、矿产资源丰富。
长江流域80%以上土地面积适宜于人类生产生活。2005年，全流域人口4.4亿，占全国的30%以上；国内生产总值30000亿元，占全国的35.5%。长江流域为中国农业主产区，耕地20多万平方公里；水稻产量约占全国的70％，棉花产量约占全国的33%，淡水鱼出产约占全国的60%。长江流域为中国主要内河航运集中地区，素有“黄金水道”之称，干、支流航道里程5.7万多公里，占全国的52.5%。

## 自然分界线
长江流域北以巴颜喀拉山、西倾山、岷山、秦岭、伏牛山、桐柏山、大别山、淮阳丘陵等与黄河和淮河流域为界，南以横断山脉的云岭、大理鸡足山、滇中东两向山岭、乌蒙山、苗岭、南岭等与澜沧江、元江（红河）和珠江流域为界，东南以武夷山、石耳山、黄山、天目山等与闽浙水系为界，长江源头地区的北部以昆仑山与柴达木盆地内陆水系为界，西部以可可西里山、乌兰乌拉山、祖尔肯乌拉山、尕恰迪如岗雪山群与藏北羌塘内陆水系为界，南部以唐古拉山与怒江流域为界，长江三角洲北部，地形平坦，水网密布，与淮河流域难以分界，通常以通扬运河附近的江都至拼茶公路为界；长江三角洲南部以杭嘉湖平原南侧丘陵与钱塘江流域为界。因淮河大部分水量也通过大运河汇入长江，从某种意义说，淮河也是长江的一条支流，如加上淮河流域，长江流域的面积则接近200万平方公里。

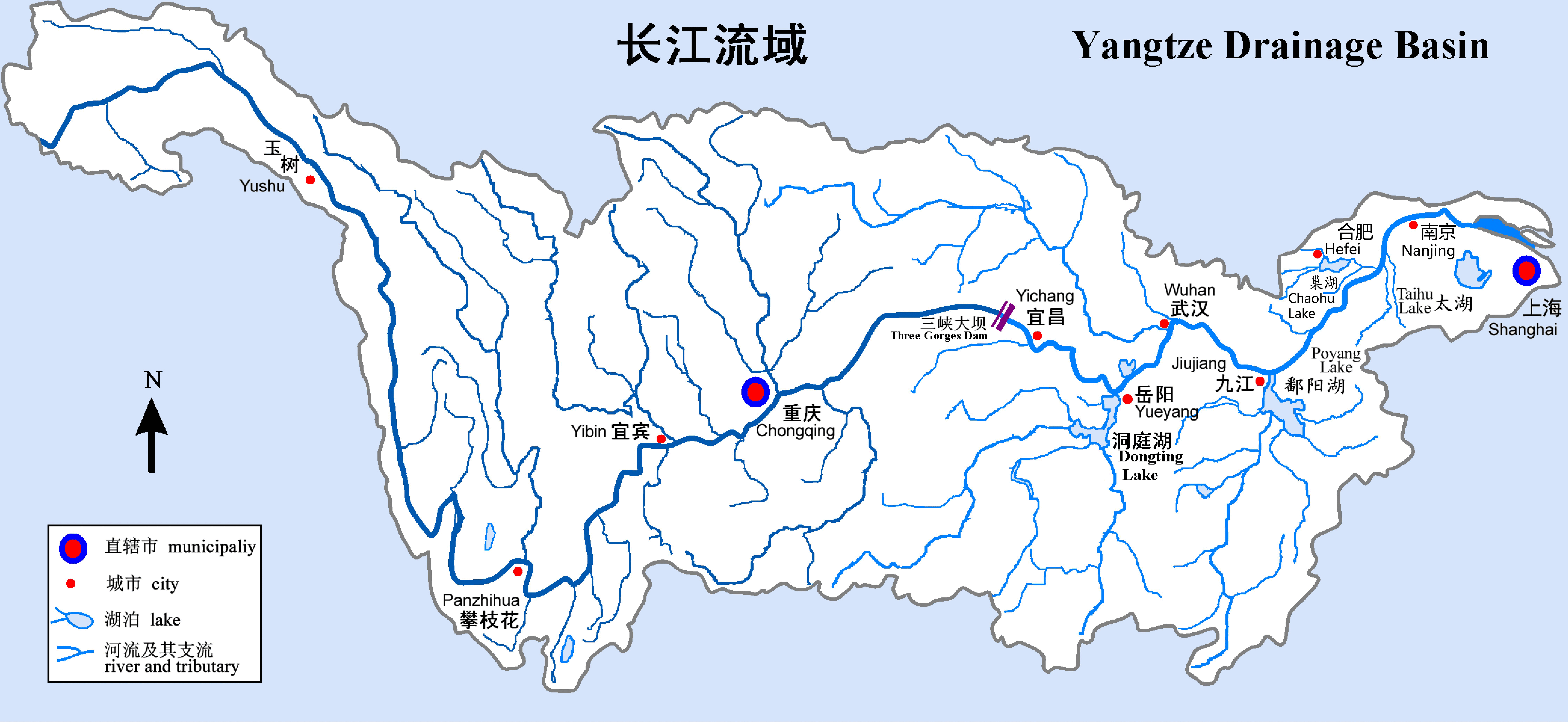
长江水系

## 跨越省区
长江干流流经青海、西藏、四川、云南、重庆、湖北、湖南、江西、安徽、江苏和上海计11个省级行政区，支流延伸至贵州、甘肃、陕西、河南、广西、广东、浙江与福建8个省级行政区部分地区，流域覆盖19个省级行政区。

## 主要河流湖泊
长江流域面积达180万平方公里，约占中国陆地总面积的五分之一，淮河大部分水量也通过大运河汇入长江。长江流域面积超过1千平方公里的就有437条，超过3千平方公里的有170条，超过1万平方公里的有49条，超过5万平方公里的有雅砻江、岷江、大渡河、嘉陵江、乌江、沅江、湘江、汉江和赣江9条。雅砻江、岷江、嘉陵江和汉江流域面积超过10万平方公里。嘉陵江流域面积为16万平方公里，居第一位，汉江流域面积为15.9万平方公里，居第二位，汉江也是长江最长的支流。根据长江水利委员会的对长江水系的划分，长江流域共划分为11大水系，即4大干流水系、3大北岸水系和4大南岸水系。

### 主要支流
主要支流水系的流域面积：长江支流流域面积1万平方公里以上的支流有49条，主要有嘉陵江、汉水，岷江、雅砻江、湘江、沅江、乌江、赣江、资水和沱江。总长1000公里以上的支流有汉江、雅砻江、沅江和乌江；流域面积5万平方公里的支流为嘉陵江、汉江、岷江、雅砻江、湘江、沅江、乌江和赣江；年平均径流量超过500亿立方米的有岷江、湘江、嘉陵江、沅江、赣江、雅砻江、汉江和乌江。
| 长江流域主要支流 | 长江流域主要支流 | 长江流域主要支流 |
| 主要支流 （按长度排序：公里） | 主要支流 （按流域面积：万平方公里） | 主要支流 （年平均径流量：亿立方米） |
| --- | --- | --- |
| 1. 雅砻江--1637 2. 汉水----1532 3. 嘉陵江--1119 4. 沅江----1060 5. 乌江----1018 6. 湘江----836 7. 赣江----744 8. 岷江----735 9. 沱江----623 10. 资水----590 11. 清江----408 12. 澧水----372 | 1. 嘉陵江－16 2. 汉江——15.1 3. 岷江——13.6 4. 雅砻江－13 5. 湘江——9.46 6. 沅江——8.9 7. 乌江——8.7 8. 赣江——8.2 9. 资水——2.9 10. 沱江——2.7 11. 澧水——1.9 12. 清江——1.7 | 1. 岷江——868 2. 湘江——722 3. 嘉陵江－683 4. 沅江——681 5. 赣江——648 6. 雅砻江－568 7. 汉江——565 8. 乌江——520 9. 资水——251 10. 澧水——174 11. 沱江——158 12. 清江——143 |

### 湖泊
长江流域湖泊总面积约为15,200平方公里，接近中国湖泊总面积的五分之一。主要分布于可分为长江中下游平原，少量分布于滇北黔西高原和长江源区。中国五大淡水湖泊除洪泽湖外，其余均在长江中下游地区。长江中下游湖泊面积为14,073平方公里，约占长江流域湖泊总面积的93%；面积100平方公里以上的湖泊有13个，依次为鄱阳湖、洞庭湖、太湖、巢湖、华阳河水系湖泊、梁子湖、洪湖、石臼湖、南港湖、西凉湖、长湖、武昌湖、菜子湖等。
长江中下游湖泊大多数与长江相通，湖水位随长江水位高低而涨落，长江洪水涨落时有吞吐、调蓄洪水的作用。由于泥沙淤积和人工围垦，湖泊面积不断缩小，调蓄洪水的能力普遍降低。据统计，1949年中下游湖区湖泊面积共有25,828平方公里，到1977年仅余14,073平方公里，减少了45.5%。被誉为“千湖之省”的湖北，1949年时，在江汉平原上有湖泊609个，面积达4,707平方公里，目前仅余湖泊300个左右，面积仅2,050平方公里，减少了一半以上。

#### 鄱阳湖
鄱阳湖为中国第一大淡水湖，位于江西省南昌市和九江市之间。面积3,913平方公里。湖周主要有赣江、抚河、信江、饶河（鄱江）、修水5条河流汇聚，北端与长江相通，为长江主要调蓄湖泊，汛期可调蓄洪水，枯水季节水流注入长江。湖滨平原为江西省的重要粮食、棉花产地和为中国重要的淡水养殖地之一。
在夏季梅雨季节，鄱阳湖汇集江西五大河流来水，水位高涨；在长江发生洪水时长江水倒灌。枯水期间，水位下降，许多丰水时被淹没的洲滩显露，为越冬的候鸟提供了丰富的食物，因此这里成为候鸟的天堂。鄱阳湖属于吞吐型湖泊，丰水期枯水期水位落差可以达到数十米；根据中国科学院南京地理与湖泊所王苏民老师98年的《中国湖泊志》鄱阳湖在水位21.69m丰水时，面积为2933km2.枯水水位10.20m时面积仅有146.0km2.

#### 洞庭湖
洞庭湖为中国第二大淡水湖，位于湖南省北部，南有湘江、资江、沅水、澧水四水汇入，北有松滋、太平、藕池，调弦（1959年已封堵）“四口”吞纳长江洪水，湖水由东面的城陵矶附近注入长江，为长江主要调蓄湖泊。1825年湖泊面积约6200平方公里，历来是长江最大的吞吐湖，对长江中下游平原防洪起着重要的调洪、滞洪作用。由于泥沙淤积和围垦造田，已分割为东洞庭湖、南洞庭湖、目平湖和七里湖等几部分。1995年实测面积仅为2625平方公里，随着退耕还湖的落实，湖区面积逐步扩大。目前，湖区耕地面积占湖南全省的六分之一，居住人口约占全省的九分之一。农作物主要有粮食、棉花、油菜，为中国重要的淡水养殖地之一。

#### 太湖
太湖地处长江三角洲南部，位于江苏省和浙江省两省之间，面积2460平方公里，为中国第三大淡水湖。太湖南部、西部有东营溪、荆溪及长荡湖、滆湖水系汇入，京杭大运河贯穿北部和东部各支流港汊。湖水除少量经江阴市、太仓市的一些河道流入长江外，绝大部分水流向东流经江苏省、上海市诸湖泊调蓄后经黄浦江注入长江。太湖流域河网纵横交织，湖泊密布，组成了庞大的灌溉系统和内河水运网。其农业集约化水平居中国首位，盛产粮食、棉花、油菜、蚕丝、茶叶、水果等作物，为中国重要的淡水水产基地。

#### 巢湖
巢湖为中国第五大淡水湖，位于长江与淮河之间的安徽省中部，面积780平方公里。四周河流呈放射状汇人巢湖，经巢湖市南的湖口入裕溪河汇入长江。

#### 其他主要湖泊
滇北黔西高原湖区包括云南省北部、贵州省西部以及毗邻的四川省西部一带的高原湖泊，这类湖泊总面积约500平方公里，占长江流域湖泊总面积3.3％，主要湖泊有滇池、泸沽湖、程海、草海、邛海、马湖等，其中滇池位于云南省昆明市西南部，面积297平方公里，为云贵高原最大湖泊，湖的南部海口螳螂川为滇池唯一出口，亦即金沙江支流普渡河的上源，为云南省重要的水产基地。

## 疾病
血吸虫病为长江流域流行性疾病。中国血吸虫病流行区分布在长江流域，包括长江干流区省份湖北省、湖南省、江西省、安徽省、江苏省、云南省、四川省、浙江省和上海市以及支流区省份福建省、广东省、广西壮族自治区。到2004年止，有血吸虫病患者84.3万人，其中晚期血吸虫病患者2.8万人，钉螺面积38.5亿平方米；已有广东省、上海市、广西壮族自治区、福建省和浙江省5省区市达到了血吸虫病传播阻断标准；尚未控制血吸虫病流行的109个县（市、区）全部集中于湖南、湖北、江西、安徽、江苏五省湖区和四川、云南两省山区。